# August Stelling
August Stelling var en tysk hauptmann og kommandant på adskillige luftskibe tilhørende det tyske kejserriges hær og marine både før, under og efter 1. verdenskrig.
Han startede med at flyve Parseval-luftskibe og ankom 23. marts 1915 til luftskibsbasen i Tønder med PL 25, der var basens første luftskib.
Senere fløj han bl.a. L 9 og L 21.
Hauptmann Stelling var kommandant på følgende luftskibe:

- PL 3 (hær-luftskib P II). Oberstløjtnant Stelling og styrmand Dinglinger fløj nogle ture august til oktober 1909 i forbindelse med den internationale luftskibsfarts udstilling i Frankfurt til bl.a. Koblenz og Wertheim. [2] [3] [4] [5] [6]
- PL 8 (hær-luftskib P II Ersatz) blev 12. marts 1913 overtaget af den prøjsiske arme
- PL 19 fløj første tur 30. august 1914 og skulle have været leveret til England, men blev efter krigsudbruddet i stedet overtaget af den tyske hær. Senere blev Ernst Meier kommandant på PL 19 og var 25. januar 1915 på angrebstogt mod Liepāja i Letland, hvor luftskibet blev beskudt og måtte nødlande i Østersøen, så besætningen blev taget som russiske krigsfanger. [7]
- PL 25 fløj sin første tur 25. februar 1915 og blev overdraget til den Kaiserliche Marine. Kommandant Stelling og 1. officer Kuno Manger flyttede 23. marts luftskibet fra Bitterfeld nord for Leipzig til Tønder, hvor det brugtes til rekognosceringer og senere øvelsesflyvning. Manger afløste 8. august 1915 Stelling som kommandant. [8]
- L 9 havde fra 27. marts til 10. juni 1916 Stelling som kommandant og premierløjtnant Schüz som 1. officer, mens luftskibet var stationeret i Hage i Østfrisland. [9] Tidligt om morgenen den 25. april 1916 kl. 04.38 rekognoscerede L 9 i 900 meters højde over Nordsøen 40 miles øst for Lowestoft under bombardementet af Yarmouth og Lowestoft i East Anglia, men blev opdaget af 2 RAF B.E.2c biplan fra RNAS ført af Vincent Nicholl og Frederick Hards, som jagtede Stelling over 25 miles. Omkring 65 miles fra kysten skal de have dykket ned mod luftskibet i få hundrede fods afstand og beskudt det med bomber og såkaldte ranken darts. Hards troede at nogle af hans pile havde ramt, men Stelling nåede i sikkerhed hjem til Hage. [10] [11] [12] [13] Stelling regnoscerede 31.maj 1916 forud for søslaget ved Jylland, men måtte 100 miles øst for Sunderland trække sig tilbage med maskinskade, uden at have fundet den engelske flåde. [14]
- L 21 fra 24. juni til 15. august 1916 stationeret i Nordholz ved Cuxhaven. [15]
- L 56. Fløj første tur 24. september 1917. Luftskibet befandt sig ved krigens afslutning i Wittmundhafen og ødelagdes 23. juni 1919 af sit vagtmandskab, samme dag som den tyske flådes undergang i Scapa Flow. Luftskibet blev dog først endeligt afskrevet i august 1919
- PL 27. Fløj første tur 8. marts 1917. Blev 1920 ophugget

## Eksterne links
- Luftschiffe in Tondern Arkiveret 14. august 2017 hos  Wayback Machine - zeppelin-museum.dk

1. ↑  Die Kommandanten der deutschen Heeresluftschiffe Arkiveret 28. november 2014 hos  Wayback Machine - luftschiffwaffe.de
2. ↑  Parseval-Luftschiff landet in Koblenz Arkiveret 29. november 2014 hos  Wayback Machine (7. oktober 1909) - Koblenz in alten Ansichten Band 1
3. ↑  Parseval-Luftschiff über Wertheim Arkiveret 29. november 2014 hos  Wayback Machine (12. oktober 1909) - main-netz.de
4. ↑  Parseval PL 3 = P.II - Ansichtskarten - forum.bund-forum.de
5. ↑  Luftschiffmanöver 1909 Arkiveret 30. december 2008 hos  Wayback Machine - luftschiffharry.de
6. ↑  An bord des Parseval - Im Luftschiff, af Wilhelm Köhler (1910/2012). ISBN 9783864448560
7. ↑  Luftschiff PL 19 - frontflieger.de
8. ↑  Parseval PL 25 - zeppelin-museum.dk
9. ↑  Zeppelin L 9 - zeppelin-museum.dk
10. ↑  Battle of Britain 1917: The First Heavy Bomber Raids on England, af Jonathan Sutherland (2006). ISBN 9781783460359
11. ↑  Air Vice-Marshal F G D Hards - rafweb.org
12. ↑  Some Zeppelin strafers - mainlesson.com
13. ↑  Flight Lieutenant Vincent Nicholl and Flight Lieutenant Frederick George Darby Hards, RNAS - London Gazette 22. juni 1916
14. ↑  Order of Battle Jutland / Skagerrak 31 May to 1 June 1916 - navweaps.com
15. ↑  Zeppelin L 21 - zeppelin-museum.dk